# Kay Granger

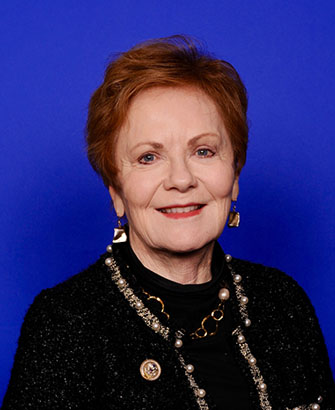
Kay Granger (2018)

Norvell Kay Granger (geborene Mullendore, * 18. Januar 1943 in Greenville, Texas) ist eine US-amerikanische Politikerin der Republikanischen Partei. Von 1997 bis 2025 vertrat sie den zwölften Distrikt des Bundesstaats Texas im US-Repräsentantenhaus.

## Werdegang
Kay Granger besuchte die Eastern Hills High School in Fort Worth und studierte danach bis 1965 an der dortigen Texas Wesleyan University. In den folgenden Jahren war sie als Lehrerin und als Geschäftsfrau tätig. Zwischen 1981 und 1989 gehörte sie der Planungskommission von Fort Worth an; danach saß sie dort bis 1991 im Stadtrat.
Granger hat drei Kinder und lebt privat in Fort Worth.

## Politik
Zwischen 1991 und 1995 war sie Bürgermeisterin von Fort Worth. Politisch schloss sie sich der Republikanischen Partei an.
Bei den Kongresswahlen des Jahres 1996 wurde Granger im zwölften Wahlbezirk von Texas in das US-Repräsentantenhaus in Washington, D.C. gewählt, wo sie am 3. Januar 1997 die Nachfolge von Preston M. Geren antrat. Da sie bei allen folgenden dreizehn Wahlen wiedergewählt wurde, konnte sie ihr Mandat 28 Jahre lang ausüben. Ihre Legislaturperiode lief bis zum 3. Januar 2025. Im Herbst 2023 gab Granger bekannt, 2024 nicht für eine weitere Amtszeit zu kandidieren.

### Ende ihrer politischen Karriere
Vor ihrer letzten Wiederwahl im Jahr 2022 im Sommer war sie desorientiert in ihrem Wohnviertel aufgefunden worden. Dies hatte zu Spekulationen über ihren Gesundheitszustand geführt. Ihre letzte registrierte Abstimmung im Kongress war am 24. Juli 2024. Erst im Dezember 2024 kam heraus, dass sie seit sechs Monaten in einem Altersheim lebt. Ihren Sitz im Repräsentantenhaus wollte sie aber nicht aufgeben. Sie bekam weiter ihr Gehalt von 174.000 US-Dollar pro Jahr und ihre Mitarbeitenden bekamen über eine Million US-Dollar pro Jahr, obwohl die Arbeit im Juli eingestellt wurde. Zu ihrem Nachfolger ab Januar 2025 wurde Craig Goldman gewählt.

### Ausschüsse
Sie war Mitglied in folgendem Ausschuss des Repräsentantenhauses:
- Committee on Appropriations

Außerdem gehörte sie mehreren Congressional Caucuses an. Innerparteilich gehört sie als Mitglied des Republican Study Committee dem konservativen Flügel der Republikaner an und war im 110. Kongress die Vizevorsitzende der House Republican Conference, ein hohes Amt in der republikanischen Führungsriege. Kay Granger ist die erste Frau, die in Texas für die Republikanische Partei in das Repräsentantenhaus gewählt wurde. Sie war auch die erste weibliche Vorsitzende des Haushaltsausschusses.